# NGC 7248
NGC 7248 est une vaste galaxie lenticulaire située dans la constellation du Lézard. Sa vitesse par rapport au fond diffus cosmologique est de 3 985 ± 25 km/s, ce qui correspond à une distance de Hubble de 58,8 ± 4,1 Mpc (∼192 millions d'al). NGC 7248 a été découverte par l'astronome germano-britannique William Herschel en 1790.
Selon la base de données NASA/IPAC, NGC 7248 forme une paire de galaxies avec NGC 7250. Il s'agit cependant d'une paire visuelle, car NGC 7250 se situe à une distance de Hubble de 12,75 ± 0,95 Mpc (∼41,6 millions d'al), soit beaucoup plus proche de nous que ne l'est NGC 7248.
NGC 7248 est également accompagnée d'un compagnon apparent, PGC 214813, visible au nord-ouest. Il s'agit là aussi d'une paire apparente, cette seconde galaxie étant située à une distance de Hubble de 80,69 ± 5,66 Mpc (∼263 millions d'al), en arrière-plan.
Selon la base de données Simbad, NGC 7248 est une galaxie candidate au titre de galaxie active.

## Groupe de UGC 11973
Selon A. M. Garcia, NGC 7248 est membre du groupe d'UGC 11973. Ce groupe de galaxies renferme au moins 4 membres. Les autres galaxies du groupe sont UGC 11973, UGC 12027 et MK 909.